# Juha Metsola
Juha Antero Metsola (* 24. Februar 1989 in Tampere) ist ein finnischer Eishockeytorwart, der seit Mai 2024 bei Tappara aus der finnischen Liiga unter Vertrag steht.

## Karriere
Juha Metsola begann seine Karriere bei Tampereen Ilves in seiner Geburtsstadt, wo er alle Juniorenmannschaften durchlief und 2006 finnischer B-Jugendmeister wurde. Nachdem er beim CHL Import Draft 2007 in der ersten Runde von den Lethbridge Hurricanes an insgesamt 25. Stelle ausgewählt worden war, wechselte er nach Nordamerika und spielte die beiden folgenden Spielzeiten für das Team aus Alberta in der Western Hockey League. Dabei erreichte er 2008 die zweitbeste Fangquote hinter Dustin Tokarski von den Spokane Chiefs und den zweitbesten Gegentorschnitt nach Tyson Sexsmith von den Vancouver Giants. 2009 kehrte er nach Finnland zurück und schloss sich dem Hämeenlinnan Pallokerho an, mit dem er 2010 finnischer Vizemeister wurde. In dieser Zeit wurde er aber auch immer wieder an Klubs aus der zweitklassigen Mestis ausgeliehen. 2011 zog es ihn wieder in seine Heimatstadt Tampere, wo er fortan im Kasten von Tappara stand. Mit dem Klub wurde er dreimal (2013, 2014 und 2015) erneut Vizemeister. Er erreichte in den drei Vizemeisterjahren jeweils die höchste Zahl an Shutouts der Liiga. Nachdem er bereits 2013 die zweitbeste Fangquote nach Antti Raanta von Porin Ässät aufzuweisen hatte, gelang ihm 2015 sogar die beste Fangquote der Liiga. Im selben Jahr wurde er als bester Torhüter der Spielklasse mit der Urpo-Ylönen-Trophäe geehrt. Er war damit der erste Spieler von Tappara seit 2001 (damals Jussi Markkanen), der diese Auszeichnung erhielt.
Ab 2015 spielte Metsola für Amur Chabarowsk in der Kontinentalen Hockey-Liga und wurde 2016, 2018 und 2019 für das KHL All-Star Game nominiert. 2019 erreichte er auch die beste Fangquote der KHL. Auf die Saison 2018/19 hin wechselte der Finne innerhalb der Liga zu Salawat Julajew Ufa. Für den Klub stand er fast vier Jahre zwischen den Pfosten, ehe er seinen Vertrag Anfang März 2022 gemeinsam mit fünf weiteren Spielern infolge des russischen Überfalls auf die Ukraine auflösen ließ und das Land umgehend verließ. In seiner Zeit in Ufa wurde er 2020 erneut für das KHL All-Star Game nominiert. Zur Saison 2022/23 wechselte der Finne erstmals in die Schweiz, als er sich per Einjahresvertrag dem EHC Kloten aus der National League anschloss. Zur Saison 2024/25 kehrte Metsola per Zweijahresvertrag bei Tappara nach Finnland zurück.

### International
Im Juniorenbereich spielte Metsola für Finnland bei der U18-Weltmeisterschaft 2007, als ihm der geringste Gegentorschnitt und nach dem Schweizer Robert Mayer und dem Slowaken Jaroslav Janus die drittbeste Fangquote gelang, und der U20-Weltmeisterschaft 2009, als er erneut den geringsten Gegentorschnitt und nach Jacob Markström die zweitbeste Fangquote des Turniers erreichte.
Während der Euro Hockey Tour 2012/13 debütierte er in der finnischen Herren-Auswahl. 2018 gehörte er zum finnischen Kader bei den Olympischen Winterspielen in Pyeongchang, wurde aber nicht eingesetzt.

## Erfolge und Auszeichnungen
| - 2006 Finnischer B-Jugendmeister mit Tampereen Ilves - 2010 Finnischer Vizemeister mit Hämeenlinnan Pallokerho - 2013 Liiga-Spieler des Monats Januar - 2013 Finnischer Vizemeister mit Tappara - 2013 Meiste Shutouts der Liiga - 2014 Finnischer Vizemeister mit Tappara - 2014 Meiste Shutouts der Liiga - 2015 Finnischer Vizemeister mit Tappara - 2015 Urpo-Ylönen-Trophäe - 2015 Liiga All-Star-Team | - 2015 Beste Fangquote und meiste Shutouts der Liiga - 2016 Teilnahme am KHL All-Star Game - 2018 KHL-Torwart des Monats Oktober - 2019 Teilnahme am KHL All-Star Game - 2019 KHL-Torwart des Monats April - 2019 Bester Torhüter der KHL - 2019 KHL First All-Star Team - 2019 Beste Fangquote der KHL - 2020 Teilnahme am KHL All-Star Game |

### International
- 2007 Geringster Gegentorschnitt bei der U18-Junioren-Weltmeisterschaft
- 2009 Geringster Gegentorschnitt bei der U20-Junioren-Weltmeisterschaft